# Ville du Grand Shepparton
La Ville du grand Shepparton (City of Greater Shepparton) est une zone d'administration locale dans le nord du Victoria en Australie.
Elle résulte de la fusion en 1994 de la ville et du comté de Shepparton et, partiellement des comtés de Rodney, Euroa, Goulburn, Tungamah, Violet Town et Waranga.
Elle est traversée par la Midland Highway.
La ville comprend autour de Shepparton les quartiers de Tatura, Merrigum, Mooroopna, Murchison, Dookie et Grahamvale.